# Aromatase

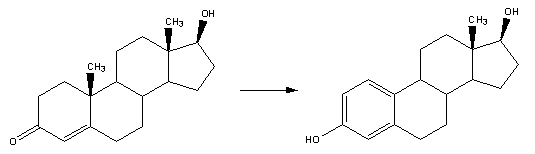
Aromatase convetendo a testosterona em estradiol

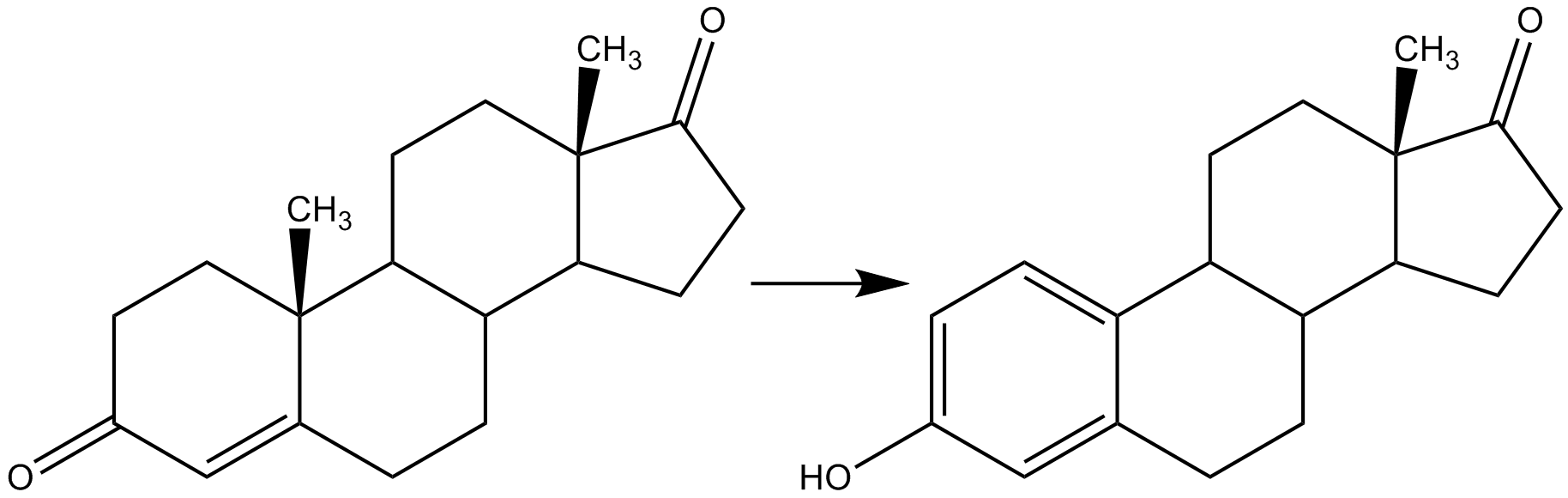
Aromatase convertendo a androstenediona em estrona

A aromatase pertence ao grupo molecular das enzimas do citocromo p450 e age como mediador da aromatização de andrógenos em estrógenos.

## Leitura de apoio
- Attar E, Bulun SE (maio de 2006). «Aromatase inhibitors: the next generation of therapeutics for endometriosis?». Fertil. Steril. 85 (5): 1307–18. PMID 16647373. doi:10.1016/j.fertnstert.2005.09.064
- Chen S (2004). «Aromatase and breast cancer». Front. Biosci. 3: d922–33. PMID 9696881
- Strobel HW, Thompson CM, Antonovic L (2001). «Cytochromes P450 in brain: function and significance». Curr. Drug Metab. 2 (2): 199–214. PMID 11469726. doi:10.2174/1389200013338577
- Simpson ER, Clyne C, Rubin G;  et al. (2002). «Aromatase--a brief overview». Annu. Rev. Physiol. 64: 93–127. PMID 11826265. doi:10.1146/annurev.physiol.64.081601.142703
- Bulun SE, Yang S, Fang Z;  et al. (2002). «Role of aromatase in endometrial disease». J. Steroid Biochem. Mol. Biol. 79 (1-5): 19–25. PMID 11850203. doi:10.1016/S0960-0760(01)00134-0
- Balthazart J, Baillien M, Ball GF (2002). «Phosphorylation processes mediate rapid changes of brain aromatase activity». J. Steroid Biochem. Mol. Biol. 79 (1-5): 261–77. PMID 11850233. doi:10.1016/S0960-0760(01)00143-1
- Richards JA, Petrel TA, Brueggemeier RW (2002). «Signaling pathways regulating aromatase and cyclooxygenases in normal and malignant breast cells». J. Steroid Biochem. Mol. Biol. 80 (2): 203–12. PMID 11897504. doi:10.1016/S0960-0760(01)00187-X
- Balthazart J, Baillien M, Ball GF (2002). «Interactions between aromatase (estrogen synthase) and dopamine in the control of male sexual behavior in quail». Comp. Biochem. Physiol. B, Biochem. Mol. Biol. 132 (1): 37–55. PMID 11997208. doi:10.1016/S1096-4959(01)00531-0
- Meinhardt U, Mullis PE (2002). «The aromatase cytochrome P-450 and its clinical impact». Horm. Res. 57 (5-6): 145–52. PMID 12053085. doi:10.1159/000058374
- Carreau S, Bourguiba S, Lambard S;  et al. (2003). «Reproductive system: aromatase and estrogens». Mol. Cell. Endocrinol. 193 (1-2): 137–43. PMID 12161013. doi:10.1016/S0303-7207(02)00107-7
- Meinhardt U, Mullis PE (2003). «The essential role of the aromatase/p450arom». Semin. Reprod. Med. 20 (3): 277–84. PMID 12428207. doi:10.1055/s-2002-35374
- Carreau S, Bourguiba S, Lambard S, Galeraud-Denis I (2003). «[Testicular aromatase]». J. Soc. Biol. 196 (3): 241–4. PMID 12462076
- Carani C, Fabbi M, Zirilli L, Sgarbi I (2003). «[Estrogen resistance and aromatase deficiency in humans]». J. Soc. Biol. 196 (3): 245–8. PMID 12462077
- Kragie L (2003). «Aromatase in primate pregnancy: a review». Endocr. Res. 28 (3): 121–8. PMID 12489562. doi:10.1081/ERC-120015041
- Simpson ER (2004). «Biology of aromatase in the mammary gland». Journal of mammary gland biology and neoplasia. 5 (3): 251–8. PMID 14973387. doi:10.1023/A:1009590626450
- Bulun SE, Takayama K, Suzuki T;  et al. (2004). «Organization of the human aromatase p450 (CYP19) gene». Semin. Reprod. Med. 22 (1): 5–9. PMID 15083376. doi:10.1055/s-2004-823022
- Simpson ER (2004). «Aromatase: biologic relevance of tissue-specific expression». Semin. Reprod. Med. 22 (1): 11–23. PMID 15083377. doi:10.1055/s-2004-823023
- Bulun SE, Fang Z, Imir G;  et al. (2004). «Aromatase and endometriosis». Semin. Reprod. Med. 22 (1): 45–50. PMID 15083380. doi:10.1055/s-2004-823026
- Shozu M, Murakami K, Inoue M (2004). «Aromatase and leiomyoma of the uterus». Semin. Reprod. Med. 22 (1): 51–60. PMID 15083381. doi:10.1055/s-2004-823027
- Chen S, Ye J, Kijima I;  et al. (2005). «Positive and negative transcriptional regulation of aromatase expression in human breast cancer tissue». J. Steroid Biochem. Mol. Biol. 95 (1-5): 17–23. PMID 15955695. doi:10.1016/j.jsbmb.2005.04.002
- Lambard S, Silandre D, Delalande C;  et al. (2005). «Aromatase in testis: expression and role in male reproduction». J. Steroid Biochem. Mol. Biol. 95 (1-5): 63–9. PMID 16019206. doi:10.1016/j.jsbmb.2005.04.020
- Bulun SE, Imir G, Utsunomiya H;  et al. (2005). «Aromatase in endometriosis and uterine leiomyomata». J. Steroid Biochem. Mol. Biol. 95 (1-5): 57–62. PMID 16024248. doi:10.1016/j.jsbmb.2005.04.012
- Lambard S, Carreau S (2005). «Aromatase and oestrogens in human male germ cells». Int. J. Androl. 28 (5): 254–9. PMID 16128984. doi:10.1111/j.1365-2605.2005.00546.x
- Ellem SJ, Risbridger GP (2006). «Aromatase and prostate cancer». Minerva Endocrinol. 31 (1): 1–12. PMID 16498360
- Brueggemeier RW, Díaz-Cruz ES (2006). «Relationship between aromatase and cyclooxygenases in breast cancer: potential for new therapeutic approaches». Minerva Endocrinol. 31 (1): 13–26. PMID 16498361
- Jongen VH, Hollema H, Van Der Zee AG, Heineman MJ (2006). «Aromatase in the context of breast and endometrial cancer. A review». Minerva Endocrinol. 31 (1): 47–60. PMID 16498363
- Hiltunen M, Iivonen S, Soininen H (2006). «Aromatase enzyme and Alzheimer's disease». Minerva Endocrinol. 31 (1): 61–73. PMID 16498364